# Jennifer Lee Wiggins
Jennifer Lee Wiggins (* in Bangkok, Thailand als Jennifer Ann Wiggins) ist eine US-amerikanische Schauspielerin.

## Leben
Lee Wiggins ist die Tochter eines US-Amerikaners und einer Chinesin, außerdem hat sie britisch-irische Vorfahren. Sie wurde in einer US-amerikanischen Militärstation in Thailand geboren, wo sie auch ihre ersten Lebensjahre verbrachte. Sie machte einen Bachelor of Science in Criminal Justice Administration auf einer FBI-Akademie. Über eine Mitwirkung in einer japanischen Fernsehsendung wurde ihre Leidenschaft für das Schauspiel geweckt. 2003 debütierte sie in einer Nebenrolle im Spielfilm Julie and Jack als Schauspielerin. Zu Beginn ihrer Laufbahn mimte sie vor allem Nebenrollen in verschiedenen Spielfilmen. Ab 2018 übernahm sie Hauptrollen in B-Movies wie Hornet – Beschützer der Erde, Arctic Apocalypse oder Asteroid-a-Geddon – Der Untergang naht.

## Filmografie
- 2003: Julie and Jack
- 2004: The Neighborhood
- 2005: Living with Fran (Fernsehserie, Episode 1x08)
- 2005: Shapeshifter
- 2005: König einer vergessenen Welt (King of the Lost World)
- 2006: Dracula’s Curse
- 2006: Vice Squad Vixens: Amber Kicks Ass! (Kurzfilm)
- 2006: Pirates of Treasure Island
- 2006: The 9/11 Commission Report
- 2007: 2095
- 2007: The Bone Eater (Fernsehfilm)
- 2007: Life (Fernsehserie, Episode 1x05)
- 2007: I Am Omega
- 2008: Dr. House (House, M.D., Fernsehserie, Episode 4x15)
- 2008: They Never Saw Us Coming
- 2008: Crossroads
- 2009: Civil Strife
- 2009: Bled
- 2009: Tribal Negotiations
- 2009: Welcome to A'Stan
- 2009: Anti-Narcotics
- 2009: Words and Deeds
- 2009: Countering Extremism
- 2009: Back to the Horn
- 2009: Let's Make a Deal
- 2009: After Action Review
- 2009: Murder Inside of Me
- 2011: Medal of Valor (Kurzfilm)
- 2011: Workers' Comp (Fernsehfilm)
- 2016: Schatten der Leidenschaft (The Young and the Restless, Fernsehserie, Episode 1x11025)
- 2017: American Exorcism
- 2018: Truth (Sprechrolle)
- 2018: Hornet – Beschützer der Erde (Hornet)
- 2019: Arctic Apocalypse
- 2020: Asteroid-a-Geddon – Der Untergang naht (Asteroid-a-Geddon)